# オール飯豊
オール飯豊（オールいいで）は、新潟県村上市に本拠地を置き、日本野球連盟に加盟する社会人野球のクラブチームである。

## 概要
1970年、新潟県の下越地区の高校野球経験者の受け皿となるべく、新潟県岩船郡神林村を本拠地に『渡辺クラブ』として創設。
1975年、チーム名を『オール飯豊』に改称した。
北信越地区のクラブチームでは中堅どころとして実力も伴ってきており、2005年には全日本クラブ野球選手権大会に初出場を果たした。
2008年4月1日、市町村合併に伴い本拠地が村上市となる。

## 設立・沿革
- 1970年 - 『渡辺クラブ』として創部
- 1975年 - チーム名を『オール飯豊』に改称
- 2005年 - 全日本クラブ野球選手権大会に初出場（初戦敗退）

## 主要大会の出場歴・最高成績
- 全日本クラブ野球選手権大会 - 出場1回